# 箏三重奏 (船川利夫)
『箏三重奏』（ことさんじゅうそう）は、船川利夫が1964年に作曲した4楽章からなる合奏曲である。

## 曲の解説
1964年に箏泉会より委嘱された作品。作曲者の作品の中でも、最も重要な「複協奏曲」を書き終えた後の境地を示す、さわやかですがすがしい作品。明快な第1章、瞑想的な第2章、リズムに特徴のある第3章、そして第1章を想いかえして全体をしめくくる第4章からなっている。邦楽的な主題とハーモニーを持ちながら、一方では西洋音楽的な構築的形式を備えている。11分30秒ほどの、船川作品としては比較的小ぶりの作品であるが、次の箏四重奏へつながる重要な作品であり、全国的にも広く演奏されている。

## 楽器構成
- 1箏
- 2箏
- 十七絃

## 楽譜
(株)邦楽社より出版されている。

## LPレコード
ビクターレコード『船川利夫作品集(2) 箏現代名曲の調べ』に収録されている。演奏は箏泉会。